# Кинтриши
Кинтриши (груз. კინტრიში) — река в Аджарии (Грузия).

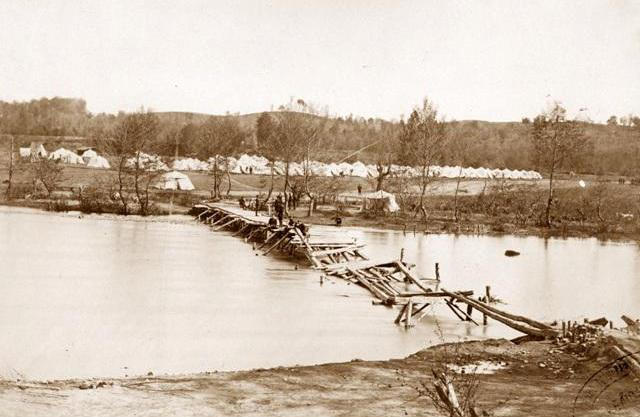
Военный лагерь и разрушенный мост через реку Кинтриши в районе села Цихисдзири во время Русско-турецкой войны 1877—1878 годов

Берёт начало в горах Хино. Длина реки — 45 км, площадь бассейна — 291 км². До впадения левого притока — реки Кинкиша — течёт по гористой местности, после него — по равнинной. Питание реки в основном дождевое. Протекает через город Кобулети.
Населённые пункты по порядку от истока:
- Квирике
- Хуцубани
- Кохи
- Чахати